# Mănăstirea (okręg Jassy)
Mănăstirea – wieś w Rumunii, w okręgu Jassy, w gminie Dagâța. W 2011 roku liczyła 1033 mieszkańców.